# The Advocate (Baton Rouge)
The Advocate è un quotidiano statunitense fondato nella città di Baton Rouge nel 1925.

## Storia
Nel 1868 venne fondato un giornale chiamato Louisiana Capitolian, poi ribattezzato Weekly Advocate. Nel 1889 diventò un quotidiano. Successivamente la testata venne ribattezzata The Baton Rouge Times e The State-Times. Nel 1909 il quotidiano fu acquisito dalla Capital City Press, la società editoriale Charles P. Manship e James Edmonds. 
Acquisita la totalità delle quote della Capital City, Manship fondò poi un secondo giornale, focalizzato sulle notizie della cronaca nazionale, chiamato The Morning Advocate.
Nel 1991 The State-Times, rimasta una pubblicazione pomeridiana specializzata nella cronaca locale, chiuse i battenti. 
Il 30 aprile 2013 The Advocate, che l'anno prima aveva inaugurato un'edizione quotidiana a New Orleans, venne acquistato da John Georges. Nel 2019 The Advocate vinse il Premio Pulitzer per il miglior giornalismo locale denunciando il discriminatorio sistema di condanne della Louisiana, inclusa una legge dell'era Jim Crow, che ha consentito ai tribunali dello Stato di mandare in carcere gli imputati senza il consenso della giuria riguardo alla colpevolezza dell'imputato stesso.
In quello stesso anno Georges ha acquistato il The Times-Picayune, lo storico quotidiano di New Orleans che da tempo versava in crisi.